# ウラクチ
ウラクチ（Ulaqchi, ？－1257年）は、ジョチ・ウルスの第4代宗主（ハン）である（在位：1257年）。ペルシア語資料では اولاقچى Ūlāqchī と綴られる。モンゴル皇帝モンケの命によってバトゥ、サルタクに継いでジョチ・ウルスのハン位を継いだ。彼は先代のサルタクの息子または末弟と言われている。
1256年にバトゥがヴォルガ川河畔のオルド（サライ）で没した時、後継者に指名されていたサルタクは同年春にモンケが開催したクリルタイに出席するため父であるバトゥの命により名代としてモンゴル本土に派遣されていた。しかし、開催地オルメクトに到着する直前に父の訃報が届いたため、モンゴル本土に一時留まってモンケの宮廷に伺候した。モンケはこの知らせを聞くと、サルタクとバトゥの家族たちに弔辞と最大限の敬意をもって彼を迎え入れ、あわせてサルタクにバトゥの地位を継いでジョチ・ウルスのハン位に即く事を命じて送り出した。サルタクはこうしてジョチ・ウルスの本営に帰還の途についたが、その旅中に彼もまた病没してしまった。モンケは改めてバトゥ家の后妃たちや王子たちに多大なる贈り物を下賜して彼らを慰撫し、ウラクチにジョチ・ウルスのハン位を継がせるよう勅命を下した。ただ、ウラクチはいまだ幼年であったため、彼が成人するまでバトゥの第一正妃ボラクチン・ハトゥンに摂政として監督するよう命じた。
しかし、そのウラクチも数カ月後に夭折してしまったため、バトゥの次弟であったベルケがこれに代わって即位するところとなった。
彼の出生については、1260年に擱筆されたジュヴァイニーの『世界征服者史』はサルタクの息子としているが、半世紀後に編纂されたラシードゥッディーンの『集史』ではこれを修正してサルタクには嫡子がおらず、ウラクチはバトゥの四男で末子であったと述べている。このため後世の記録ではウラクチのサルタク息子説と末弟説が入り乱れ資料ごとに混乱するようになった。さらに1254年にサルタクのオルドを訪れたルブルクのギヨーム修道士は、サルタクには「6人の夫人がおり、彼と一緒にいた長子にもまた2、3人の夫人がついていた」と述べてさえいる。
現在の説ではウラクチはバトゥの息子で、幼年でしかも末子あったためサルタクのオルドでサルタクの長子の待遇で養育されていたが、サルタクの死によって主人を失った彼のオルドごとボラクチン・ハトゥンの管理下に置かれたのではないか、と考えられている。しかし、ウラクチについての具体性が高くしかも同時代性も高い資料は現在のところ上記の『世界征服者史』および『集史』のみであり、しかも情報量自体がわずかである。このためこの説も憶測の域をでない。